# Stuyvenbergh
Stuyvenbergh – stacja metra w Brukseli, na linii 6. Znajduje się w gminie Laeken. Zlokalizowana jest pomiędzy stacjami Bockstael i Houba-Brugmann. Została otwarta 5 lipca 1985.